# SOS – Retter im Einsatz
SOS – Retter im Einsatz war eine deutsche Fernsehserie, die von der Filmpool Entertainment für den Fernsehsender RTL Zwei produziert wurde. Die Serie ist Nachfolger von Auf Streife - Die Spezialisten.
Aufgrund schlechter Einschaltquoten wurde die Serie abgesetzt.

## Inhalt und Beschreibung
In der Serie werden frei erfundene Polizeieinsätze, Rettungseinsätze sowie Feuerwehreinsätze dargestellt.

## Ausstrahlung
Die Serie wird montags bis freitags um 17:05 Uhr auf RTL Zwei ausgestrahlt.

## Sonstiges
- Seit September sind Simon Funke aus Auf Streife – Die Spezialisten sowie Björn Eckoff zu sehen.